# Hypsoprora stali
Hypsoprora stali är en insektsart som beskrevs av Metcalf och Wade 1965. Hypsoprora stali ingår i släktet Hypsoprora och familjen hornstritar. Inga underarter finns listade i Catalogue of Life.